# Horton og Støvfolket Hvem
Horton og Støvfolket Hvem (original titel: Horton Hears a Who!) er en computergenereret animationsfilm, der blev udgivet i 2008 af Blue Sky Studios. Filmen er baseret på en bog med samme navn og er Blue Sky Studios fjerde spillefilm og er den tredje spillefilm baseret på en Dr. Seuss-bog efter How The Grinch Stole Christmas! og The Cat in the Hat.

## Handling
I junglen tager en elefant med navnet Horton et bad. Et støvfnug flyver forbi ham i luften og han hører med sine store øre et nødråb fra det. Fordi han tror at der bor en familie af mikroskopiske væsner på fnugget placerer han det på på en lyserød kløverblomst som han holder med snablen.
Han finder ud af at fnugget er hjem for Hvemby med borgmester og indbyggere.
Horton beslutter sig for at bringe fnugget til et sikkert sted nemlig toppen af et bjerg i junglen. De andre dyr i junglen tror ikke på at der er væsner på støvfnugget og laver derfor grin med Horton og hans forsøg på at redde fnugget. Kænguruen vil stoppe Horton da hun mener at Horton giver børnene dårlige ideer.

## Danske stemmer[1]
- Jens Jacob Tychsen som Horton
- Allan Hyde som Lille Bo
- Lars Knutzon som Morton
- Donald Andersen som Niels Spidsballe
- Troels Lyby som Borgmesteren
- Anette Støvelbæk som Borgmesterens Kone Sally
- Tom Jensen som Byrådsformand
- Mille Hoffmeyer Lehfeldt som Dr. Larsen
- Ulla Jessen som Frk Galp
- Lisbeth Kjærulff som Fru Kvidderberg
- Vibeke Hastrup som Glummox' Mor
- Paul Hüttel som Tandlæge
- Peter Zhelder som Vlad Vladikoff